# Veckenstedt
Veckenstedt è una frazione del comune tedesco di Nordharz, nel Land della Sassonia-Anhalt.